# Conception active
 (novembre 2018).
Le contenu est difficilement compréhensible vu les erreurs de traduction, qui sont peut-être dues à l'utilisation d'un logiciel de traduction automatique.

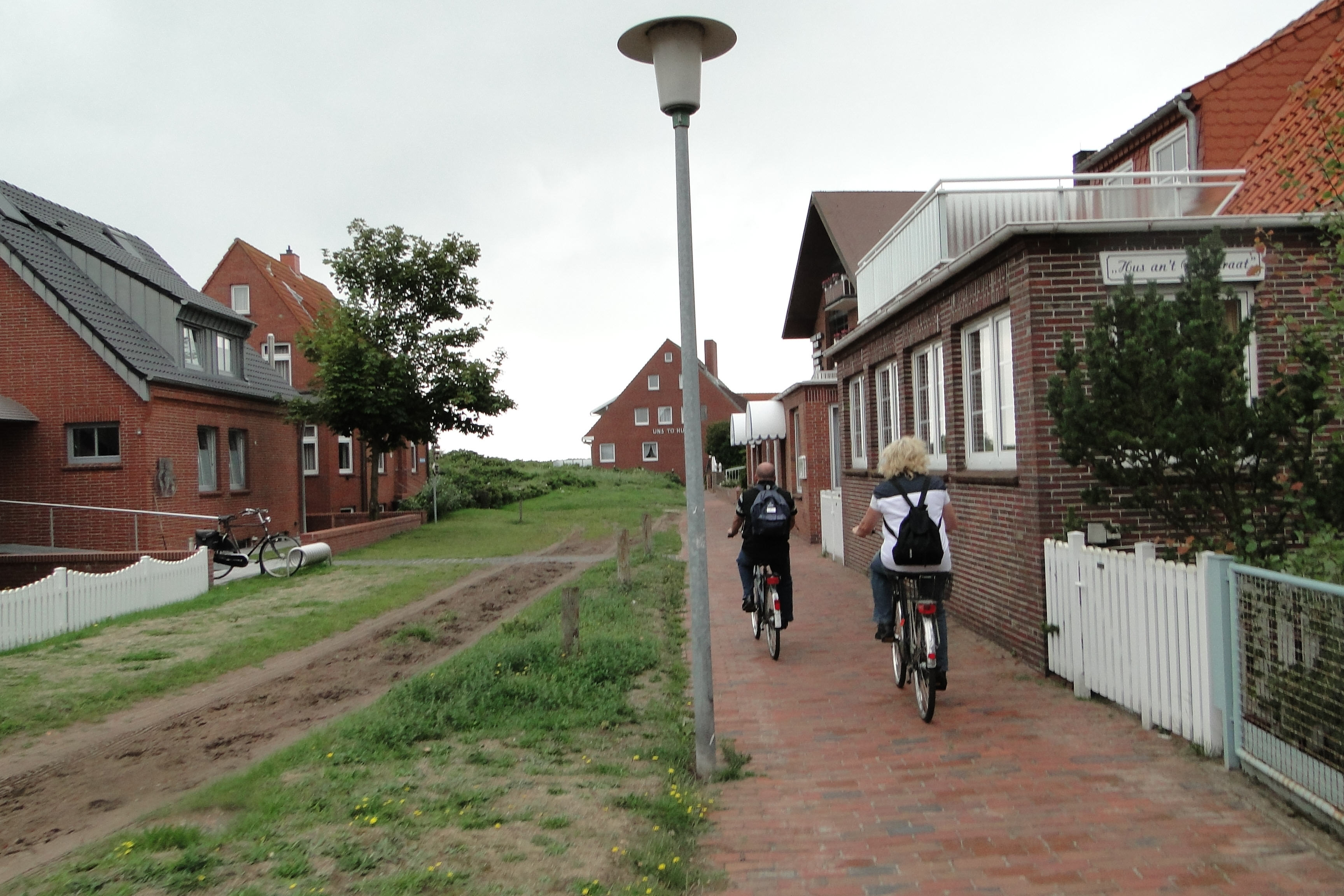
exemple de conception active, avec une piste cyclable encourageant et facilitant une pratique sécurisée et agréable du vélo.

La conception active (Active Design) est un ensemble de principe de création et de planification de l'architecture pour favoriser l'activité physique. La conception active dans la conception d'un bâtiment, d'un paysage, d'une ville intègre l'activité physique dans la vie quotidienne de ses occupants, par exemple l'intégration de la marche pour se rendre au magasin ou pour aller faire une photocopie. La conception active implique le travail commun d'urbanistes, d'architectes, d'ingénieurs en transports, de professionnels de la santé publique, de dirigeants communautaires et d'autres professionnels dans la construction de lieux qui encourage l'occupant pour que son activité physique soit une partie intégrante de sa vie. Bien que les domaines tels que la vie et l'empreinte écologique des bâtiments ne fassent pas partie de la « conception active », la majorité des concepteurs en tiennent compte dans leur travail.

## Histoire

### Angleterre
Sport England (Association qui prône la pratique du sport) estime que l'environnement bâti a un rôle essentiel à jouer pour encourager les gens à être actifs physiquement au quotidien, permettant aux communautés d'avoir une vie plus saine et plus active. En 2007, Sport England et David Lock Associates (société de d'architecture des villes) créent le principe Active Design (conception active), qui fournit un ensemble de lignes directrices de conception pour aider à promouvoir les opportunités d'intégration du sport et de l'activité physique dans la conception de nouveaux développements. Le guide a été développé en deux phases, la première phase (2005) a permis d'élaborer les trois principales clés de la conception active - l'amélioration de l'accessibilité, l'amélioration des équipements et l'augmentation de la Conscience (« Les 3 A » - Accessibility, Amenity, Awarness). La Phase deux comporte deux séances avec les parties prenantes (mai et octobre 2006) qui a élargi « Les 3 A » à une approche basée sur les critères. Ces critères forment le guide qui a été publié en 2007. Le guide a été pris en charge par CABE (Commission for Architecture and the Built Environment), le Département de la Santé et du Département du Numérique, de la Culture, des Médias et du Sport en Angleterre.
En 2014, le Sport England a tenu une session de concertation composée d'un éventail d'organismes et de particuliers, dont les professionnels de l'urbanisme et de la santé publique afin de connaître la pertinence de la conception active dans le contexte actuel d'urbanisme et de santé. La session permis de montrer avec clarté que la conception active jouait toujours un rôle important dans l'urbanisme et la santé environnementale. Le guide fut donc révisé, en conservant « Les 3 A », et en affinant les critères grâce à l'application des « dix principes » de la conception active (Ten Principles of Active Design). La version révisée de la conception active (préparé par Sport England et David Lock Associates) fut publiée en 2015, et prise en charge par la Public Health England (Santé publique en Angleterre).
En 2016, Active Design: Planning for health and wellbeing through sport and physical activity, a été finaliste du Prix d'excellence en urbanisme de la Royal Town Planning Institute (RTPI). Active Design fut finaliste dans la catégorie Excellence in Planning for Community and Wellbeing.
En 2017, Sport England prépara deux films d'animation, de Active Design by Sport England (conception active par Sport England) et The Ten Principles of Active Design (les dix principes de la conception active), en plus de trois autres études de cas. 
Les principes de la conception active sont de plus en plus intégrés dans les pratiques de conception de l'environnement bâti et dans le choix du lieu de la conception, avec une liste croissante d'autorités locales anglaises qui se réfèrent au guide de Sport England dans leur politique de planification. En 2018, la conception active fut intégrée aux principes de l'Essex Design Guide (préparé par le Conseil du Comté d'Essex et soutenu par Sport England).

### New York
Reconnaissant que l'inactivité physique est un facteur important dans la diminution de l'espérance de vie, notamment parce qu'elle favorise l'obésité, l'hypertension artérielle, le taux élevé de glucose dans le sang, tous les signes avant-coureurs de la mort prématurée, les responsables de l'urbanisme de la ville de New York ont élaboré un ensemble de lignes directrices que, inter alia, ils espéraient mettre en avant la santé en encourageant l'activité physique. Ils publient ces lignes directrices en janvier 2010. Ces guides ont également été fondée sur les préoccupations au sujet de la longévité des bâtiments à construire et de l'impact écologique, ce qui est généralement connu comme « design durable ». L'élan d'intérêt pour les directrices débuta en 2006 avec le Service public de la Santé et de l'Hygiène Mentale de New York (DOHMH pour New York City Department of Health and Mental Hygiene) qui s'est ensuite associé à l'assemblée locale de l'Institut des architectes des États-Unis de New York afin de présenter une série de conférences connue comme le « Fit City » (ajustement de la ville),.
Quatre concepts clés de ce processus :
1. les bâtiments doivent encourager les utilisateurs et visiteurs à plus de mobilité ;
2. les villes doivent fournir des espaces de loisirs accessibles et encourager l'activité physique en fonction des âges, intérêts et capacités ;
3. ses systèmes de transport dans les villes doivent encourager l'activité physique et devrait protéger l'usage d'un véhicule non motorisé ;
4. les villes, les marchés et les bâtiments doivent fournir un accès rapide à la nourriture et à des environnements de restauration sains.

Suivant l'exemple de la ville de New York, le mouvement de conception active s'est étendu à travers les États-Unis et le monde.

## Objectifs
Travailler efficacement peut être compliqué avec une maladie. Des travailleurs moins efficaces dans une équipe peuvent causer un préjudice à la société ou aux personnes de la communauté. 
La conception active a pour vocation d'avoir un impact sur la santé publique, non seulement physiquement mais aussi sur les aspects mentaux et sociaux. Par exemple, avec la prise en compte dans les transports d'un environnement sécurisé pour les différents usagers, piétons, cyclistes et utilisateurs des transports en commun. L'activité physique des utilisateurs visiteurs est encouragée dès la conception, en favorisant les déplacements ou par la création d'espace de loisirs avec des formes de jeux et d'animations pour les personnes de différents âges, intérêts et capacités. Enfin, l'amélioration de l'accès à la nourriture peut améliorer la nutrition dans les communautés qui en ont le plus besoin. [réf. nécessaire]

## Effets
Peu d'études existent pour mesurer les effets de l'utilisation de la conception active, mais celles existantes sont généralement d'accord sur l'augmentation de l'activité physique des occupants. Utiliser la conception active pour les constructions semble avoir des avantages sur la santé physique des travailleurs. Cependant, la perception des travailleurs face à l'augmentation de la productivité grâce à la mise en place de ces nouveaux environnements de travail ont varié. Une étude a rapporté que le personnel déplacé dans une construction suivant les principes de la conception active a diminué le temps passé assis de 1,2 h/jour. Aucune augmentation significative de la qualité du travail ou de motivation n'a été constaté lors d'auto-évaluation, mais il n'y a pas eu de réaction négative dans ces domaines.

## Mise en œuvre
Les concepts de la conception active peuvent être appliqués dans le remodelage ou la réhabilitation de bâtiments existants et des paysages. Certaines implémentations peuvent inclure l'élargissement des trottoirs et des passages pour piétons, l'installation de solutions pour ralentir la circulation ; des escaliers accessibles, visibles, attractifs et bien éclairés ; des zones de loisirs, tels que les parcs, les squares et aires de jeux, plus accessibles pour les piétons et les cyclistes. Les gens sont plus susceptibles d'utiliser les lieux de loisirs si ceux-ci sont accessibles à pied.
Il y a un certain nombre de préoccupations concernant l'adoption de la conception active dans les programmes. Les communautés n'acceptent pas toujours le développement de nouvelles formes d'architecture ou de style de vie. L'intégration de la conception active peut entrer en conflit l'envie de pérenniser la culture historique d'un environnement. L'architecture vernaculaire peut être abandonnée car jugée insuffisante ou inconfortable[réf. nécessaire].

## Avenir
L'avenir de la conception active peut être celui de mieux prendre en compte les exigences légales, comme dans la ville de New York qui a intégré des clés de la conception active afin d'améliorer la santé publique dans la ville.